# Polski Cmentarz Wojenny w Kijowie-Bykowni
Polski Cmentarz Wojenny w Kijowie-Bykowni – polski cmentarz wojskowy w Bykowni na Ukrainie, utworzony w latach 2011–2012 z inicjatywy Rady Ochrony Pamięci Walk i Męczeństwa. Na cmentarzu w zbiorowych mogiłach spoczywają szczątki 3 435 polskich obywateli z Ukraińskiej Listy Katyńskiej, zamordowanych w 1940 przez funkcjonariuszy NKWD.
Cmentarz w Bykowni jest czwartym cmentarzem katyńskim po otwartych w 2000 r. kolejno: cmentarzu w Charkowie (4 302 Polaków i 2 746 obywateli radzieckich, inauguracja 17 czerwca), cmentarzu w Lesie Katyńskim (4 421 osób, inauguracja 27 lipca) i cmentarzu w Miednoje (6 300 osób, inauguracja 2 września). Na swój cmentarz czekają jeszcze nieodnalezieni katyńczycy z tzw. Białoruskiej Listy Katyńskiej (3 870 osób).
Na cmentarzu znajdują się m.in.: ołtarz z nazwiskami ofiar, Dzwon Pamięci oraz symbole religijne podkreślające wielowyznaniowy charakter II Rzeczypospolitej: krzyże – łaciński i prawosławny, gwiazda Dawida i półksiężyc.

## Historia
Badania archeologiczno-ekshumacyjne w Bykowni rozpoczęto w 1989, na fali gorbaczowowskiej głasnosti. Przeprowadzono wówczas doraźną ekshumację, po której zakończeniu władze ZSRR przyznały, że w lesie spoczywają osoby zamordowane przez funkcjonariuszy NKWD w latach 1937–1938 (wcześniej utrzymywano, że w Bykowni pogrzebano osoby zamordowane przez Niemców w czasie II wojny światowej). W 1990 natrafiono na dokumenty polskich obywateli. Polskie prace ekshumacyjne były prowadzone w Bykowni w latach 2001, 2006, 2007 oraz ponownie w 2011 i 2012. Pracami kierował prof. Andrzej Kola. W 2007 natrafiono na nieśmiertelnik należący do st. sierż. Józefa Naglika. W 2007 w zbiorowej mogile zostały pochowane szczątki 1488 obywateli RP. Po kolejnych praca w 2011 ustanowiono następną mogiłę.
Wejście do lasu w Bykowni, gdzie znajduje się cmentarz, znajduje się przy drodze wyjazdowej z Kijowa, kilka kilometrów od stacji metra Lisowa. Przy wstępie do lasu umieszczono pomnik łagiernika z napisem „1937”. Z tego miejsca wiedzie lasem tzw. „czarna droga” z krzyżami po bokach. Postawiono tam także monument przedstawiający platformę z tramwaju linii nr 23, którą dowożono ofiary na stracenie z Kijowa do Bykowni. Dalej, na polanie powstał pomnik-kurhan zwieńczona krzyżem (tzw. „bracka mogiła”).
Po przychylnym geście ze strony  premiera Ukrainy Mykoły Azarowa względem powstania polskiego cmentarza i pomnika w Bykowni Rada Ochrony Pamięci Walk i Męczeństwa rozpisała konkurs, na projekt cmentarza. Projekt powstał w pracowni Marka Moderau. 24 czerwca 2001 las bykowiański odwiedził papież Jan Paweł II podczas swojej pielgrzymki na Ukrainę. 28 listopada 2011 Prezydent RP Bronisław Komorowski i Prezydent Ukrainy Wiktor Janukowycz wmurowali akt erekcyjny pod budowę Polskiego Cmentarza Wojennego w Kijowie-Bykowni. Wraz z aktem erekcyjnym w ziemię w Bykowni wkopano urny z ziemią z Katynia, Kozielska, Ostaszkowa, Miednoje, Starobielska, Charkowa i Warszawy. Uroczyste otwarcie i poświęcenie cmentarza odbyło się 21 września 2012. W uroczystości wzięli udział m.in. prezydent Rzeczypospolitej Polskiej Bronisław Komorowski, prezydent Ukrainy Wiktor Janukowicz, szef Kancelarii Prezydenta Jacek Michałowski, ministrowie: Bogdan Zdrojewski, Tomasz Siemoniak, Jaromir Sokołowski, Sławomir Rybicki, Irena Wóycicka, szef Biura Bezpieczeństwa Narodowego Stanisław Koziej, biskup polowy Wojska Polskiego Józef Guzdek oraz krewni ofiar, m.in. z Federacji Rodzin Katyńskich, którzy na Ukrainę przyjechali specjalnym pociągiem. Polski Cmentarz Wojenny w Kijowie-Bykowni jest określany jako czwarty cmentarz katyński.
Przy wejściu na polski fragment upamiętnienia w Bykowni na bruku widnieje napis „Polski Cmentarz Wojenny”, a na kolumnach w dwóch językach „Pamięci obywateli Rzeczypospolitej Polskiej ofiar zbrodni katyńskiej aresztowanych po 17 września 1939 roku przez sowieckie NKWD i zamordowanych na mocy decyzji najwyższych władz ZSRR z dnia 5 marca 1940 roku”. Na mogile uwieczniono inskrypcję o treści „Tu spoczywają obywatele Rzeczypospolitej Polskiej, którzy na mocy decyzji najwyższych władz ZSRR z 5 marca 1940 r. zostali zamordowani w więzieniu wewnętrznym NKWD w Kijowie. Szczątki ofiar zostały odnalezione podczas prac archeologicznych w latach 2001, 2006-2007, 2011-2012”.
25 stycznia 2017 nieznani sprawcy zdewastowali zarówno polską, jak i ukraińską część nekropolii poprzez umieszczenie obraźliwych antypolskich i antyukraińskich napisów na pomnikach. 